# André Cluytens

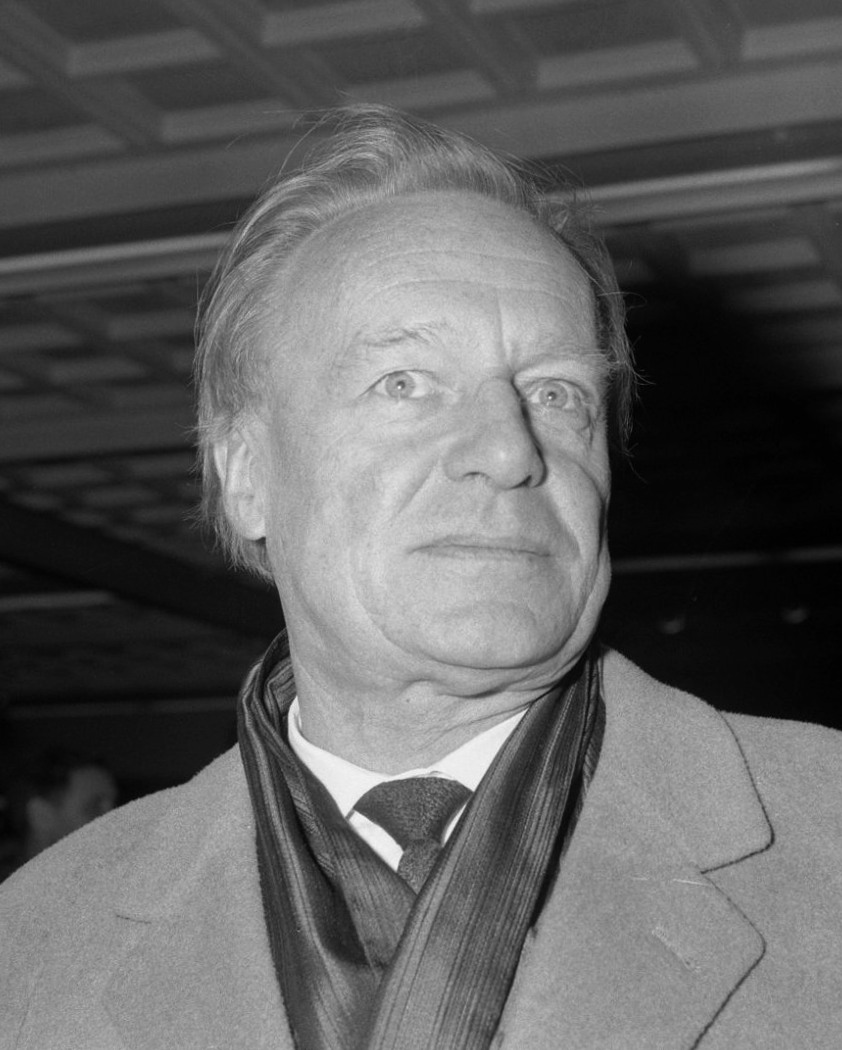
André Cluytens, 1965

André Cluytens (Aussprache: [ɑn'dreː 'klœytəns]) (* 26. März 1905 in Antwerpen; † 3. Juni 1967  in Neuilly-sur-Seine) war ein belgisch-französischer Dirigent.

## Leben und Wirken
Cluytens besuchte bereits als Neunjähriger das Koninklijk Vlaams Muziekconservatorium in Antwerpen, wo er mit 16 Jahren einen ersten Preis im Klavierspiel gewann. Nachdem er im Alter von 17 Jahren weitere Preise in Harmonie und Komposition gewonnen hatte, wurde er Chordirigent und Korrepetitor am Bourlaschouwburg von Antwerpen. 1927 wurde er dort Erster Dirigent. Ab 1932 dirigierte er vor allem in Frankreich, am Théâtre du Capitole Toulouse, an der Opéra National de Lyon und an der Opéra-Comique (Paris), wo er 1946–1953 Chefdirigent war. 1945 nahm Cluytens die französische Staatsbürgerschaft an. Seine internationale Karriere begann 1944 mit seinem ersten Dirigat an der Pariser Opéra Garnier. Als Nachfolger von Charles Münch war er 1949–1960 Chefdirigent des Orchestre de la Société des concerts du Conservatoire. Ohne seine privilegierte Beziehung zu dem Pariser Orchester aufzugeben, war er von 1958 bis zu seinem Tod 1967 Chefdirigent des Belgian National Orchestra in Brüssel, das er als offizielles Hauptstadtorchester neu aufstellte.
Cluytens gastierte in Wien, an der Mailänder Scala, in Berlin, in den USA, Japan und Australien. 1955 debütierte er als Dirigent bei den Bayreuther Festspielen mit Tannhäuser. In den Folgejahren dirigierte er dort auch Lohengrin, Die Meistersinger von Nürnberg und Parsifal. Er war vor allem ein Spezialist für französische Komponisten und brachte verschiedene Werke zur Uraufführung, wie Cantique de la Sagesse von Alexis Roland-Manuel (1891–1966), Trois danses rituelles von André Jolivet, Le Carosse du Saint-Sacrement von Henri Busser, Trois Talas von Olivier Messiaen, Bolivard von Darius Milhaud sowie Kompositionen von Henry Barraud (1900–1997) und Florent Schmitt. Mit Emil Gilels spielte er 1954 das 2. Klavierkonzert (Saint-Saëns) und 1955 das 3. Klavierkonzert (Rachmaninow) ein. Bekannt wurde die Gesamtaufnahme der Beethoven-Sinfonien mit den Berliner Philharmonikern. Er war Gastdirigent bei vielen führenden Orchestern, wie den Berliner und Wiener Philharmonikern. Zudem war er regelmäßiger Gast an der Wiener Staatsoper.

## Diskografie (Auswahl)
- 1948: Jacques Offenbach, Les contes d’Hoffmann, Chor und Orchester der Opéra-Comique Paris, Columbia, mono
- 1950: Georges Bizet, Carmen, Chor und Orchester der Opéra-Comique Paris, Columbia, mono
- 1954: Georges Bizet, Les Pêcheurs de perles, Chor und Orchester der Opéra-Comique Paris, Columbia, mono
- 1958–1961: Ludwig van Beethoven, 9 Symphonien, Berliner Philharmoniker, His Master’s Voice, stereo
- 1959: Violinkonzert (Beethoven), David Oistrach, Orchestre national de la Radiodiffusion française, Columbia, stereo
- 1962: Requiem (Fauré), Orchestre de la Société des Concerts du Conservatoire, His Master’s Voice, stereo
- 1965: Jacques Offenbach, Les contes d’Hoffmann, Orchestre de la Société des Concerts du Conservatoire, His Master’s Voice, stereo